# Joule
| Grotere en kleinere eenheden | Grotere en kleinere eenheden | Grotere en kleinere eenheden |
| factor                       | naam                         | symbool                      |
| ---------------------------- | ---------------------------- | ---------------------------- |
| 10−12                        | picojoule                    | pJ                           |
| 10−9                         | nanojoule                    | nJ                           |
| 10−6                         | microjoule                   | μJ                           |
| 10−3                         | millijoule                   | mJ                           |
| 1                            | joule                        | J                            |
| 103                          | kilojoule                    | kJ                           |
| 106                          | megajoule                    | MJ                           |
| 109                          | gigajoule                    | GJ                           |
| 1012                         | terajoule                    | TJ                           |
| 1015                         | petajoule                    | PJ                           |
| 1018                         | exajoule                     | EJ                           |
| 1021                         | zettajoule                   | ZJ                           |

De joule (symbool J) is de internationale (SI) eenheid van energie. De joule is vernoemd naar James Prescott Joule. De joule is gedefinieerd als de energie die nodig is om een lichaam te verplaatsen met uitoefening van een kracht van 1 newton in de richting van de verplaatsing, over een afstand van 1 meter. De kracht kan bijvoorbeeld een tegenkracht zoals wrijving of zwaartekracht compenseren, of het lichaam versnellen.
In formule:
{\displaystyle \mathrm {1\ J=1\ Nm=1\ {\frac {kg\ m^{2}}{s^{2}}}=1\ Ws} }
uitgedrukt in de eenheden joule (J), newton (N), meter (m), kilogram (kg), seconde (s) en watt (W).

Een joule is dus een wattseconde. 

## Uitspraak
Hoewel joule in Nederland doorgaans uitgesproken wordt als zjoel of zjoele, werd vroeger meestal de uitspraak rijmend op het Engelse owl gehanteerd. Beide zijn correct in de Engelse uitspraak. In België is de uitspraak met een duidelijke "oe"-klank gangbaar. Aangezien James Prescott Joule van Britse oorsprong is, is de Engelse uitspraak het gangbaarst.

## Energieverbruik
Elektrische energie wordt meestal gemeten in kilowattuur (kWh). Omdat 1 J = 1 Ws, komt een hoeveelheid van 1 kWh overeen met 3 600 000 J of 3,6 MJ (megajoule). Een verbruik van 1000 kWh/jaar komt overeen met een continu vermogen van  114,077 W.
Bij warmtedistributie wordt verbruik wel gemeten in GJ, dit is 277,778 kWh. 1 GJ/jaar komt overeen met continu 31,688 W.
Het totale energieverbruik (niet alleen elektriciteit) van heel Nederland is ongeveer 3.000 petajoule per jaar.

## Voedingswaarde
De energie van levensmiddelen (voedingswaarde) wordt uitgedrukt in kilojoule. Een verouderde, maar nog veel gebruikte maat voor voedingswaarde is de kilocalorie: 1 kilocalorie = 4,1868 kJ.

## Voorbeelden
- De energie die nodig is om een kleine appel (102 g) één meter op te tillen op aarde, is 1 joule bij een valversnelling van {{{1}}}
- Op een stilstaand voorwerp van 1 kg een kracht uitoefenen van 1 newton geeft het voorwerp een versnelling van 1 m/s², geeft het in 1 seconde een snelheid van 1 m/s en verplaatst het in die seconde 0,5 meter. De verrichte arbeid, tevens de verworven kinetische energie, is 0,5 joule.
- Een lamp met een elektrisch vermogen van 1 watt verbruikt in 1 seconde 1 joule aan elektrische energie.
- Om 1 gram vloeibaar water 1 graad in temperatuur te doen stijgen is ongeveer 4,19 joule nodig (de precieze waarde hangt af van de temperatuur waarbij men dit doet).
- Het totale energiegebruik door mensen op aarde is ongeveer 0,5 zettajoule per jaar.

## Herdefinitie van de basiseenheden
Volgens de herdefinitie van de basiseenheden (per 20 mei 2019) is de joule gedefinieerd op basis van de constante van Planck en de seconde, dus zonder de meter en de kilogram erin te betrekken. De joule wordt gelijkgesteld aan de constante van Planck gedeeld door 6,626 070 15 × 10−34 seconde. Dit neemt niet weg dat er niet voor gekozen is de kilogram als SI-basiseenheid te baseren op de joule.